# Оксана Лінде
Оксана Лінде (нар. 1948) — венесуельська композиторка та виконавиця електронної музики. У 2022 році вийшов її дебютний альбом із записами, зробленими у 1980-х роках.

## Кар'єра
Лінде народилася в родині українських іммігрантів у Каракасі, Венесуела, і з раннього дитинства вчилася грі на фортепіано. Вона отримала ступінь магістерки наук у Венесуельському інституті наукових досліджень, але побічні ефекти хімічних речовин, з якими вона працювала, спричинили демієлінізацію, судоми та втрату пам'яті, і вона покинула навчання.
У той час Лінде вже почала експериментувати зі створенням музики та грала у деяких групових проектах з іншими студентами. Після закінчення навчання вона придбала обладнання для домашньої студії, в тому числі синтезатори Casio CZ-1 і Polymoog, котушкову машину TEAC A-3440, ефект відлуння стрічки Roland та інші.
Першим музичним твором Оксани Лінде у 1983 році був Descubrimiento. Через два роки її твір Mariposas Acuaticas було включено до французької компіляції SNX, а між 1984—1986 роками вона записала понад тридцять творів, у тому числі для телебачення, радіо та театру. У 1991 році вона була включена до третього Фестивалю електронної музики в Каракасі, але, окрім деяких міжнародних радіовистав, її роботи залишилися в основному невиданими.
Після того як їй довелося доглядати за хворою матір'ю, Лінде продала більшість своїх інструментів і звукозаписного обладнання. Пізніше вона почала створювати нову музику на комп'ютері, використовуючи програмне забезпечення для редагування аудіо Audacity, яке було спільно з Myspace і ReverbNation.
У 2019 році її музика привернула увагу Шер-і-лі та Андреа Зарза Канова, які включили пісню Linde's Reverie II на свою компіляцію Dream Tech. Це призвело до того, що Луїс Альварадо з Buh Records дізнався про її роботи та організував випуск її дебютного альбому Aquatic And Other Worlds. Альбом включав роботи, записані між 1983—1989 роками. Другий і третій альбоми, які складатимуть подальші архівні записи, планується випустити в майбутньому лейблом Buh Records.
Після випуску Aquatic And Other Worlds музика Оксани Лінде порівнюється з музикою інших ранніх електронних музикантів, таких як Делії Дербішир. У своєму огляді Electronic Sound Magazine написав, що вона ближча до Венді Карлоса та Ісао Томіти, ніж до Дербішира. The Wire також відзначив порівняння з такими виконавцями, як Дербішир та Карлос, і написав, що випуск музики Лінде був уроком того, як багато інших електронних композиторів були все ще невизнаними.

## Дискографія
Збірні виступи
- 1985 — SNX — Гаваї[15]
- 2020 — Dream Tech — Mana[16]
- 2022 — Below the Radar 39 — Wire Magazine[17]

Альбоми
- 2020 — Водні та інші світи (1983—1989) — Буг Рекордс